# Cleveland Bay (Queensland)
Ne doit pas être confondu avec Cleveland Bay.
Cleveland Bay est une baie située sur la côte nord-est du Queensland, en Australie. 
Elle fait partie de la mer de Corail et, administrativement, de Ville de Townsville.
L'entrée de la baie est marquée par le phare de Cape Cleveland et, les années précédentes, par le phare de Bay Rock sur l'île Magnétique.

## Histoire
Cleveland Bay a été nommée par le lieutenant (plus tard capitaine) James Cook sur l'Endeavour le 6 juin 1770, probablement en l'honneur de John Clevland, secrétaire de l'Amirauté de 1751 à 1763. Cependant, Cook a peut-être nommé la baie d'après les collines de Cleveland près de son lieu de naissance de Marton dans le Yorkshire, en Angleterre. 